# حركة التنمية بالثقافة
حركة التنمية بالثقافة ( (بالفرنسية: Mouvement pour le Développement par la Culture)‏ هو حزب سياسي في بنين. في الانتخابات التشريعية، 30 مارس 2003، كان الحزب عضوا في الحركة الرئاسية، تحالف أنصار ماتيو كيريكو، الذي فاز في الانتخابات الرئاسية عام 2001. وشارك في قائمة مجمعة لحركة التنمية بالثقافة وحزب الإنقاذ ومؤتمر الشعب من أجل التقدم، والتي فازت بمقعدين من أصل 83 مقعدًا.